# Why'd You Only Call Me When You're High?
| Đánh giá chuyên môn | Đánh giá chuyên môn |
| Nguồn đánh giá      | Nguồn đánh giá      |
| Nguồn               | Đánh giá            |
| ------------------- | ------------------- |
| Evening Times       | [ 2 ]               |
| Rolling Stone       | [ 3 ]               |

"Why'd You Only Call Me When You're High?" là một bài hát của ban nhạc indie rock Anh Arctic Monkeys và là đĩa đơn thứ ba từ album phòng thu thứ năm của họ AM, tiếp theo "Do I Wanna Know?".
Vào ngày 18 Tháng tám năm 2013, bài hát đứng vị trí số 8 trên UK Singles Chart, trở thành đĩa đơn top 10 đầu tiên của ban nhạc kể từ "Fluorescent Adolescent" năm 2007, bài hát cũng đạt vị trí số một trên UK Indie Chart. Mặt B của đĩa đơn, "Stop the World I Wanna Get Off with You" đạt vị trí số 74 trên UK Singles Chart vào 08 tháng 9 năm 2013.

## Video âm nhạc
Một video âm nhạc cho "Why'd You Only Call Me When You're High?", đạo diễn bởi Nabil Elderkin, bắt đầu quay vào đầu tháng 7 năm 2013 và được phát hành vào ngày 10 tháng 8 năm 2013.
Video cho thấy Alex Turner, Jamie Cook, Nick O'Malley và Matt Helders ở quán rượu 'Howl at the Moon' tại Đông London, đường Hoxton, để uống rượu. Bài hát "Do I Wanna Know?" được chon làm nền. Alex gửi nhiều tin nhắn văn bản với một cô gái được gọi là Stephanie để có tình một đêm, mà không có bất kỳ câu trả lời. Khi anh rời khỏi quán rượu, anh đi qua thành phố và bị ảo giác. Cuối cùng, anh đến sai nhà, đứng ngoài cửa. Máy quay cho thấy cô gái tại nhà bà, ném điện thoại và quyết định phớt lờ tin nhắn của Alex.

## Danh sách bài hát
| CD single, digital download (version 1) | CD single, digital download (version 1)    | CD single, digital download (version 1) |
| STT                                     | Nhan đề                                    | Thời lượng                              |
| --------------------------------------- | ------------------------------------------ | --------------------------------------- |
| 1.                                      | "Why'd You Only Call Me When You're High?" | 2:41                                    |

| 7" vinyl, digital download (version 2) | 7" vinyl, digital download (version 2)     | 7" vinyl, digital download (version 2) |
| STT                                    | Nhan đề                                    | Thời lượng                             |
| -------------------------------------- | ------------------------------------------ | -------------------------------------- |
| 1.                                     | "Why'd You Only Call Me When You're High?" | 2:41                                   |
| 2.                                     | "Stop the World I Wanna Get Off with You"  | 3:11                                   |

## Bảng xếp hạng
| BXH (2013-14)                        | Vị trí cao nhất |
| ------------------------------------ | --------------- |
| Australia (ARIA)                     | 56              |
| Bỉ (Ultratop 50 Flanders)            | 31              |
| Bỉ (Ultratip Wallonia)               | 22              |
| Canada (Canadian Hot 100)            | 96              |
| Pháp (SNEP)                          | 164             |
| Ireland (IRMA)                       | 33              |
| Nhật Bản (Japan Hot 100)             | 42              |
| Scotland (OCC)                       | 7               |
| Anh Quốc (OCC)                       | 8               |
| Anh Quốc Indie (OCC)                 | 1               |
| Hoa Kỳ Hot Rock Songs (Billboard)    | 14              |
| Hoa Kỳ Alternative Songs (Billboard) | 5               |

| BXH (2014)                       | Vị trí |
| -------------------------------- | ------ |
| US Hot Rock Songs (Billboard)    | 29     |
| US Rock Airplay (Billboard)      | 20     |
| US Alternative Songs (Billboard) | 15     |

## Lịch sử phát hành
| Khu vực        | Ngày                     | Định dạng                                | Nhãn           |
| -------------- | ------------------------ | ---------------------------------------- | -------------- |
| United Kingdom | ngày 11 tháng 8 năm 2013 | CD, digital download                     | Domino Records |
| United Kingdom | ngày 2 tháng 9 năm 2013  | 7" vinyl, digital download (with B-side) | Domino Records |